# Serge Nubret
Serge Nubret (Anse-Bertrand, 6 ottobre 1938 – Pierrefitte-sur-Seine, 19 aprile 2011) è stato un culturista francese.

## Biografia
Nato in Guadalupa, si trasferì a Parigi, in Francia, nel 1950. Già noto a livello locale per le sue strabilianti doti atletiche, pochi anni dopo si inserì pienamente nel mondo del Bodybuilding e, nel 1970, conquistò il secondo posto nella competizione di Mr Universo organizzato dalla NABBA (National Amateur Bodybuilders Association).
Nubret rimase attivo principalmente negli anni 70, quando conquistò un numero notevole di titoli e riconoscimenti. Sempre nel 1970 vinse il titolo di Mr. Europa nella categoria "altezza pari o superiore a 175 cm".
Esordì poi al Mr. Olympia nell'anno 1972, partecipando nella categoria di "atleti sotto le 200 libbre (90 kg)" e conquistando il 3º posto.
Dal 1973 al 1975 tentò invano di conquistare il titolo di Mr Olympia nella categoria sopra le 200 libbre (90 kg), arrivando 2º nel '73 (secondo ad Arnold Schwarzenegger), 3° nel '74 e di nuovo 2° nel '75 a Pretoria, Sudafrica (secondo nuovamente ad Arnold Schwarzenegger).
La contesa finale tra i 3 finalisti, Nubret (2º posto), Schwarzenegger (1º posto) e Lou Ferrigno (3º posto) è raccontata nel celebre film - documentario Uomo d'acciaio (1977).
Nubret continuò ad ottenere importanti riconoscimenti e successi sino al 1982, anno della sua ultima vittoria, quando decise di ritirarsi definitivamente dalle competizioni professionistiche all'età di 44 anni. Tuttavia, continuò ad allenarsi almeno fino all'età di 60 anni, mantenendo un fisico incredibilmente voluminoso e proporzionato.
Dopo gravi problemi di salute dal 2009, morì all'età di 72 anni in una casa di riposo il 19 aprile 2011 a Pierrefitte-sur-Seine.

## Filmografia parziale
- Arrivano i titani, regia di Duccio Tessari (1962)
- Agente S3S: operazione Uranio (Der Fluch des schwarzen Rubin), regia di Manfred R. Köhler (1965)
- Sette baschi rossi, regia di Mario Siciliano (1969)
- Joss il professionista (Le Professionnel), regia di Georges Lautner (1981)